# Податок на бездітність
Пода́ток на безді́тність — податок, яким обкладають людей, які не мають дітей. Форма репродуктивного тиску для стимуляції народжуваності. Існував, наприклад, у колишньому СРСР (6% від заробітку).

## СРСР
В СРСР бездітні чоловіки віком від 20 до 50 років та бездітні одружені жінки від 20 до 45 років повинні були відраховувати 6% своєї зарплати державі.
Податок був введений в листопаді 1941 року на підставі Указів Президії Верховної Ради СРСР від 21 листопада 1941 року «Про податок на неодружених, самотніх і бездітних громадян СРСР» та від 8 липня 1944 року (розділ IV «Про податок на неодружених, самотніх і малосімейних громадян СРСР») з подальшими доповненнями та змінами.
Поміж чоловічого населення колишнього СРСР існувала влучна назва даного виду податку, яка була пов'язана з анатомією будови яєчок: "податок на яйця".

### Виключення
Нижча ставка передбачалася для тих, хто отримували менше 91 рублів на місяць. Із заробітку менше 70 рублів — податок не збирався. 
Звільнялися від податку особи, що не мали можливості завести дитину за станом здоров'я. 
Від сплати податку звільнялися особи, в яких діти загинули, померли або зникли безвісти на фронтах німецько-радянської війни. 
Також існували пільги для студентів середніх спеціальних і вищих навчальних закладів (до 25 років), для Героїв Радянського Союзу, для нагороджених трьома ступенями Ордену Слави, для деяких окремих категорій військовослужбовців, наприклад строкової служби і членів їхніх сімей. В той же час, офіцери радянської армії та їх дружини, які перебували в законному шлюбі, але не мали дітей, оподатковувалися повністю на рівні з іншими громадянами СРСР.
1946 року, згідно з Постановою Ради Міністрів СРСР № 2584 від 3 грудня 1946 року, від податку на бездітність були звільнені ченці православних монастирів та монастирів інших віросповідань, які були зобов'язані дотримуватися целібату (безшлюбності).
Зазначений податок припиняли стягувати у зв'язку з народженням або усиновленням дитини і знов продовжували стягувати в разі загибелі єдиної дитини.
З кінця 1980-х пільги з податку отримали молодята протягом одного року з моменту реєстрації шлюбу. До цього молоді дружини сміялися з необхідності народити негайно після весілля.

### Скасування
З липня 1990 року ставку податку було зменшено тим, чий заробіток становив менше 150 рублів.
З 1 січня 1992 року планувалося скасування стягнення податку з чоловіків, які перебувають у шлюбі і не мають дітей. Однак, насправді, з 1 січня 1992 року податок на бездітність було скасовано взагалі у зв’язку з розпадом СРСР.

## Україна
В сучасній Україні питання оподаткування неодружених, самотніх і малосімейних громадян кілька разів ініціювалося окремими урядовцями та законодавцями, однак їх пропозиції не знайшли підтримки ні в суспільства, ні в законодавчому органі державної влади України.
Так, на початку 2010 року, прем’єр-міністерка України Юлія Тимошенко своїм розпорядженням від 06.01.2010 року зобов’язала Міністерство сім’ї, молоді та спорту та Міністерство соціальної політики підготувати проєкт закону, який би встановлював податок на бездітність у розмірі 10% від офіційної заробітної плати. «Протягнути» одіозний документ, за інформацією ІА «Глобаліст», планували в пакеті з іншими законами соціального спрямування, зокрема, про підвищення виплат по догляду за дитиною.
Вдруге, а саме 23 лютого 2012 року, за президентства Януковича, у Верховній Раді України було зареєстровано законопроєкт № 10112 про податок на доходи для бездітних, запропонований розмір якого становив до 17%.
Окремі поодинокі ініціативи та відповідні дії щодо впровадження в Україні податку на бездітність здійснювалися і в наступні роки, включаючи також період війни.